# Liste der Staatsoberhäupter 101
Übersicht
◄◄ | ◄ | 97 | 98 | 99 | 100 | Liste der Staatsoberhäupter 101 | 102 | 103 | 104 | 105 | ► | ►►

Weitere Ereignisse

## Afrika
- Aksumitisches Reich
  - König: s. Aksumitisches Reich

- Reich von Kusch
  - König: Teqerideamani I. (90–114)

- Römisches Reich
  - Provincia Romana Aegyptus
    - Präfekt: Gaius Minicius Italus (100/101–103)

  - Provincia Romana Numidia
    - Legat: Lucius Munatius Gallus (100–103)

## Asien
- Armenien
  - König: Sanatrukes (75–110)

- China
  - Kaiser: Han Hedi (88–106)

- Iberien (Kartlien)
  - König: Mirdat I. (58–106)

- Indien
  - Indo-Parthisches Königreich
    - König: Pacores (um 100)

  - Satavahana
    - König: vgl. Liste der Herrscher von Satavahana

- Japan (Legendäre Kaiser)
  - Kaiser: Keikō (71–130)

- Korea
  - Baekje
    - König: Giru (77–128)

  - Gaya
    - König: Suro (42–199?)

  - Silla
    - König: Pasa von Silla (80–112)

- Kuschana
  - König: Kanischka I. (100–126)

- Nabataea
  - König: Rabbel II. (70–106)

- Osrhoene
  - König: Sanatruk (91–109)

- Partherreich
  - Schah (Großkönig): Pakoros II. (78–115)

- Römisches Reich
  - Provincia Romana Judäa
    - Legatus: Tiberius Claudius Atticus Herodes (99–103)

  - Provincia Romana Syria
    - Legatus: Aulus Iulius Quadratus (100–104)

## Europa
- Bosporanisches Reich
  - König: Sauromates I. (93/94–123/124)

- Dakien
  - König: Decebalus (85–106)

- Iberien
  - König: Azork (87–106)

- Römisches Reich
  - Kaiser: Trajan (98–117)
    - Konsul: Trajan (101)
    - Konsul: Quintus Articuleius Paetus (101)
    - Suffektkonsul: Sextus Attius Suburanus Aemilianus (101)
    - Suffektkonsul: Gaius Sertorius Brocchus Quintus Servaeus Innocens (101)
    - Suffektkonsul: Marcus Maecius Celer (101)
    - Suffektkonsul: Lucius Arruntius Stella (101)
    - Suffektkonsul: Lucius Iulius Marinus Caecilius Simplex (101)

  - Provincia Romana Britannia
    - Legat: Titus Avidius Quietus (97–101)
    - Legat: Lucius Neratius Marcellus (101–103)

  - Provincia Romana Hispania Citerior
    - Legat: Aulus Cornelius Palma Frontonianus (99–102)

  - Provincia Romana Moesia Inferior
    - Legat: Manius Laberius Maximus (100–102)

  - Provincia Romana Pannonia
    - Legat: Quintus Glitius Atilius Agricola (101–102)